# Sakakibara Yasukatsu
Sakakibara Yasukatsu est un nom japonais traditionnel ; le nom de famille (ou le nom d'école), Sakakibara, précède donc le prénom (ou le nom d'artiste).
Sakakibara Yasukatsu (榊原 康勝, 1590-23 juin 1615) est un daimyo du début de l'époque d'Edo à la tête du domaine de Tatebayashi. Son titre de cour est Tōtōmi no kami.

## Biographie
Yasukatsu est le troisième fils de Sakakibara Yasumasa, un des quatre généraux en chef de Tokugawa Ieyasu. Comme Tadamasa, le fils aîné de Yasumasa, est donné en adoption à la famille Osuga et que le second fils Tadanaga meurt jeune, Yaskatsu hérite du fief de son père et devient seigneur du han de Tatebayashi, d'une valeur estimée à 100 000 koku. Il prend part à la campagne d'hiver du siège d'Osaka où il aide les forces durement touchées de Satake Yoshinobu. Au cours de la campagne d'été du siège l'année suivante, il est défait lors de la contre-attaque de Sanada Yukimura. Peu de temps après le siège, Yasutaku meurt à 26 ans d'un mauvais cas d'hémorroïdes.
Son épouse est Katō Koya (fille de Katō Kiyomasa). Son fils Tadatsugu lui succède ; Katsumasa, seul fils de Tadatsugu, devient hatamoto.
Yasukatsu et son père sont des personnages jouables de l'armée de l'Est du jeu Kessen.

## Source de la traduction
- (en) Cet article est partiellement ou en totalité issu de l’article de Wikipédia en anglais intitulé « Sakakibara Yasukatsu » (voir la liste des auteurs).